# John Zachary Young
Pour les articles homonymes, voir John Young et Young.
John Zachary Young est un zoologiste britannique, né le 18 mars 1907 à Bristol et mort le 4 juillet 1997 à Oxford.

## Biographie
Il fait ses études au Marlborough College et au Magdalen College d’Oxford où il est diplômé de zoologie en 1928. Il est professeur d’anatomie à l’University College de Londres de 1945 à 1974 avant de devenir professeur émérite. Il devient membre honoraire en 1975.
Young étudie principalement le système nerveux et découvre l’axone géant chez le poulpe. Il est surtout célèbre pour ses deux manuels, The Life of Vertebrates et The Life of Mammals.
Young devient membre de la Royal Society en 1945. En 1967, il reçoit de cette société la médaille royale et, en 1973, il reçoit la médaille linnéenne, attribuée par la Société linnéenne de Londres.
Young est un descendant direct de Richard Young frère du célèbre scientifique et égyptologue Thomas Young (1773-1829), dont il a hérité le second prénom, Zachary.

## Liste partielle des publications
- The Life of Vertebrates, 1950, troisième édition en 1981
- Doubt and Certainty in Science, 1951
- The Life of Mammals, 1957
- A Model of the Brain, 1964
- The Memory System of the Brain, 1966
- An Introduction to the Study of Man, 1971
- The Anatomy of the Nervous System of "Octopus vulgaris", 1971
- Programs of the Brain, 1978
- Philosophy and the Brain, 1987

## Source
- (en) Cet article est partiellement ou en totalité issu de l’article de Wikipédia en anglais intitulé « John Zachary Young » (voir la liste des auteurs) (version du 17 juin 2006).